# GALE (J-WALKのアルバム)
『GALE』（ゲイル）は、J-WALK8枚目のアルバム。1989年4月21日にmeldacから発売された。

## 収録曲
（全編曲：J-WALK）
1. 勝利者 (WINNER)
作詞：リンダ・ヘンリック、作曲：田切純一
15枚目のシングル。三菱電機グループCMソング。
2. 雨上がりの街
作詞：YABU、作曲：杉田裕
テレビ東京系ドラマ「カサブランカ物語」主題歌。
3. 許されざる愛
作詞：トシ・スミカワ、作曲：知久光康
4. BIG MOUTH JOE (ビッグ マウス ジョー)
作詞：杉田順一、作曲：知久光康
5. GALE (ゲイル) (Instrumental)
作曲：知久光康
6. それはジェラシー
作詞：トシ・スミカワ、作曲：杉田裕
後に16枚目のシングルとしてシングル・カット。
7. DANCIN' SHOES (ダンシング シューズ)
作詞・作曲：Carl Storie
全英詞曲。
8. 真夜中のプレステージ
作詞：トシ・スミカワ、作曲：中村耕一
15枚目のシングル「勝利者 〜WINNER〜」カップリング曲。
9. OUTLAW (アウトロー) (Instrumental)　
作曲：中内助六
10. ドナルドのように
作詞：YABU、作曲：田切純一